# Sân bay quốc tế Silvio Pettirossi
Sân bay quốc tế Silvio Pettirossi (IATA: ASU, ICAO: SGAS) là sân bay quốc gia và quốc tế chính của Paraguay, nằm ở Luque, ngoại ô Asunción. 
Sân bay này được đặt tên theo nhà hàng không Paraguay Silvio Pettirossi. Tên cũ là Sân bay Presidente General Stroessner Airport, theo tên Alfredo Stroessner.

## Các hãng hàng không
- Aerolineas Argentinas (Buenos Aires-Ezeiza, Corrientes, Resistencia)
- Aerosur (Santa Cruz de la Sierra)
- Gol (Buenos Aires-Ezeiza, Curitiba, São Paulo-Guarulhos)
- Iberia (Madrid [bắt đầu năm 2009])
- PLUNA (Montevideo)
- Regional Paraguaya (sẽ sớm bắt đầu [1])
- TAM Mercosur (Buenos Aires-Ezeiza, Córdoba, Ciudad del Este, São Paulo-Guarulhos, Montevideo, Punta del Este [seasonal], Florianópolis [theo mùa], Santa Cruz de la Sierra, Santiago de Chile)

### Các hãng trước đây đã từng hoạt động tại sân bay này

#### Nội địa
- Lineas Aereas Paraguayas (LAP)
- ARPA - Aerolineas Paraguayas (đã sáp nhập với TAM Mercosur)

#### Quốc tế
- LAN Airlines
- Ladeco
- Aeroperu
- Lloyd Aereo Boliviano
- Varig
- American Airlines
- Lufthansa